# Marcus Postumius Albinus Regillensis
Pour les articles homonymes, voir Postumius Albus.
Marcus Postumius Albinus Regillensis  est un homme politique de la République romaine, Tribun militaire à pouvoir consulaire en 426 av. J.-C. et censeur en 403 av. J.-C.

## Famille
Il est membre des Postumii Albi, branche de la gens Postumia. Il est le fils d'Aulus Postumius Albus Regillensis, consul en 464 av. J.-C., et le petit-fils d'Aulus Postumius Albus Regillensis, consul en 496 av. J.-C. Son nom complet est Marcus Postumius A.f. A.n. Albinus Regillensis. Il est le frère de Publius Postumius Albinus Regillensis, tribun consulaire en 414 av. J.-C.

## Biographie

### Tribunat consulaire (426)
En 426 av. J.-C., il est élu tribun militaire à pouvoir consulaire avec Caius Furius Pacilus Fusus, Aulus Cornelius Cossus et Titus Quinctius Poenus Cincinnatus. Alors que Cossus est chargé du gouvernement de Rome, Marcus Postumius et ses deux autres collègues partent en guerre contre Véies. Incapables de coordonner leurs efforts et leurs ordres, ils subissent une défaite honteuse. Le Sénat décide alors de nommer un dictateur soit nommé, mais en théorie, seul un consul peut le faire. Finalement, les augures étendent ce pouvoir à un tribun consulaire et Cossus nomme Mamercus Aemilius Mamercinus, dont c'est la troisième dictature selon les annalistes antiques. Il choisit à son tour Cossus comme maître de cavalerie,.
Les Véiens, encouragés par leur succès contre les trois tribuns, sont rejoints par de nombreux volontaires étrusques. Fidènes se rallie également à eux et les habitants massacrent les colons romains de la ville. À Rome, la mobilisation menée par Mamercus Aemilius Mamercinus est difficile. Les tribuns consulaires Marcus Postumius et Titus Quinctius servent sous les ordres du dictateur en tant que légats. Les deux armées se retrouvent près de Fidènes. La ville est finalement prise et soumise au pillage par l'armée du dictateur. Ce dernier célèbre un triomphe puis ordonne à Aulus Cornelius Cossus d'abdiquer et fait de même seulement seize jours après avoir été nommé.
À la suite de la bataille, les deux lieutenants de Mamercinus, Titus Quinctius et Marcus Postumius, sont traduits en justice par les tribuns de la plèbe qui leur reprochent leur attitude durant les combats. L'affaire est relancée en 423 av. J.-C., à la suite d'une bataille controversée livrée contre les Volsques par le consul Caius Sempronius Atratinus. Marcus Postumius est finalement condamné à payer une amende mais Titus Quinctius, qui rejette toute la faute sur Marcus Postumius déjà condamné, est acquitté.

### Censure (403)
Selon Tite-Live, Marcus Postumius a pu être élu tribun consulaire en 403 mais il paraît plus probable qu'il ait été élu censeur avec Marcus Furius Camillus, dit « Camille », pour collègue. Les deux censeurs imposent aux célibataires le paiement d'une amende et aux orphelins le paiement de taxes, ces derniers étant jusqu'à présent exemptés d'impôts. Selon Plutarque, ces mesures sont prises afin de renflouer le trésor public vidé après de nombreuses campagnes militaires.

« Camille et Postumius, pendant leur censure, obligèrent ceux qui avaient vieilli dans le célibat à verser au trésor public une somme d'argent à titre d'amende. Ces citoyens auraient mérité une seconde punition s'ils avaient osé faire entendre quelque plainte sur une ordonnance si juste et réclamer contre ces reproches des censeurs : "La nature, en vous donnant la vie, vous fait une loi de la communiquer à d'autres. Et vos parents, en vous élevant, vous ont imposé une obligation où votre honneur est engagé, celle d'élever vous-mêmes une postérité. Ajoutez que le sort lui-même vous a accordé un assez long délai pour l'accomplissement de ce devoir et cependant vous avez laissé passer vos années, sans vous donner les titres d'époux ni de père. Allez donc et versez cet argent que vous aimez bien, pour qu'il serve à la grande famille des citoyens." »

— Valère Maxime, Faits et dits mémorables, II, 9, 1